# Cirolana hirsuta
Cirolana hirsuta är en kräftdjursart som först beskrevs av Yasmeen 2005.  Cirolana hirsuta ingår i släktet Cirolana och familjen Cirolanidae. Inga underarter finns listade i Catalogue of Life.